# Saint-Martin-de-Gurson
Saint-Martin-de-Gurson là một xã, nằm ở tỉnh Dordogne vùng Aquitaine của Pháp. Xã này có diện tích 24,58 kilômét vuông, dân số năm 2004 là 534 người. Xã nằm ở khu vực có độ cao trung bình 85 m trên mực nước biển.

## Thông tin nhân khẩu
| Năm    | 1962 | 1968 | 1975 | 1982 | 1990 | 1999 | 2004 |
| ------ | ---- | ---- | ---- | ---- | ---- | ---- | ---- |
| Dân số | 604  | 537  | 480  | 526  | 559  | 555  | 534  |